# Zanim odejdę
Zanim odejdę (ang. Before I Fall) – dramat filmowy z 2017 w reżyserii Ry Russo-Young, na podstawie noweli amerykańskiej pisarki Lauren Oliver.

## Fabuła
W piątek 12 lutego, dorastająca Samantha (Zoey Deutch) budzi się rano na zajęcia do szkoły, gdzie obchodzony jest właśnie tzw. Dzień Kupidyna. W drodze do liceum spotyka się z przyjaciółkami z którymi świetnie się dogaduje. Dostaje bukiet róż jak większość dziewczyn, rozmawia ze swoim chłopakiem Robem (Kian Lawley), a wieczorem wszyscy spotykają się na imprezie w domu kolegi z klasy Kenta (Logan Miller). W drodze powrotnej, auto ulega wypadkowi, a Samantha ponownie budzi się w...piątek 12 lutego. Odtąd początek i koniec dnia będzie wyglądać tak samo, niezależnie od tego co powie i zrobi.

## Obsada
- Zoey Deutch jako Samantha Kingston
- Halston Sage jako Lindsay Edgecombe
- Elena Kampouris jako Juliet Sykes
- Logan Miller jako Kent McFuller
- Cynthy Wu jako Ally Harris
- Medalion Rahimi jako Elody
- Kian Lawley jako Rob Cokran
- Nicholas Lea jako Dan Kingston (ojciec Samanthy)
- Jennifer Beals jako Julie Kingston (matka Samanhty)
- Erica Tremblay jako Izzy Kingston (siostra Samanthy)
- Liv Hewson jako Anna Cartullo
- Diego Boneta jako nauczyciel

## Produkcja
Film kręcono od 16 listopada do 19 grudnia 2015 w North Vancouver, w prowincji Kolumbia Brytyjska, w Kanadzie.

## Nagrody i nominacje
| Rok  | Nagroda            | Tytułem                                              | Produkcja    | Rezultat  | Źródło |
| ---- | ------------------ | ---------------------------------------------------- | ------------ | --------- | ------ |
| 2017 | Teen Choice Awards | Najlepszy aktor w filmie dramatycznym: Kian Lawley   | Zanim odejdę | Wygrana   | [ 1 ]  |
| 2017 | Teen Choice Awards | Najlepsza aktorka w filmie dramatycznym: Zoey Deutch | Zanim odejdę | Nominacja | [ 1 ]  |
| 2017 | Teen Choice Awards | Najlepszy film dramatyczny                           | Zanim odejdę | Nominacja | [ 1 ]  |